# Ministro Zenteno (PFG-08)
La Ministro Zenteno (PFG-08) fue una fragata lanzamisiles de la clase Leander de la Marina Real británica, construida entre los años 1968 y 1970 en los astilleros de Yarrow Co. Ltd. en Scotstoun (Escocia).

## Historia
Se quilla fue puesta el 1 de diciembre de 1967 en el Yarrow & Co. Ltd. en Scotstoun, Escocia. Su botadura se realizó el 21 de noviembre de 1968. Y entró en servicio en la Marina Real británica el 9 de julio de 1970.
Tenía un desplazamiento de 2500 t, una eslora total de 113,4 m, una manga de 13,1 m y un calado de 5,5 m.
Fue adquirida por Chile en 1991, donde fue renombrada como Ministro Zenteno (PFG-08). Fue llevada al país transportada a bordo del buque neerlandés «Super Servant 4», nave especial del tipo «Semi-Sumergible-Heavy-Lift Ship», desde Plymouth a Talcahuano. Por Resolución C.J.A. Res N 4520/C-1185 Vrs. del 14 de diciembre de 1990, a partir del 8 de enero de 1991, se incorpora a la Armada de Chile como unidad de la clase Condell.
A mediados de la década de 1990, se embarcaron cuatro misiles antibuque Exocet MM 38. No obstante en el año 2001 se le retiraron sus Sea Cat.
Fue retirada en febrero de 2006 y enviada a Talcahuano. Se le dio de baja en agosto de 2006 luego de 15 años de servicio en la Armada de Chile.

### Hundimiento
El 27 de febrero de 2010, un tsunami asociado con el terremoto de Chile de 2010 la arrastró varias millas náuticas desde su amarre en la base naval de Talcahuano, hacia la ciudad costera de Dichato. En marzo de 2010, la Armada de Chile decidió hundir el buque para garantizar la libre navegación en la zona donde había encallado el buque. La misión fue realizada por la tripulación del patrullero de altura Piloto Pardo.